# Amersfoortse Zwem en Polo Club
L'Amersfoortse Zwem en Polo Club, spesso abbreviato con l'acronimo AZ&PC, è un club che si occupa di sport acquatici con sede nella città di Amersfoort (Paesi Bassi), nota particolarmente per la sua sezione pallanuotistica maschile, fra le principali squadre olandesi nella prima metà degli anni sessanta.
Il club fu fondato il 29 maggio 1910.

## Rosa 2017-2018
| N° |                        | Ruolo | Giocatore          |
| -- | ---------------------- | ----- | ------------------ |
|    | Paesi Bassi (bandiera) |       | Brian Beentjes     |
|    | Paesi Bassi (bandiera) |       | Mitchel Budding    |
|    | Paesi Bassi (bandiera) |       | Danny Budding      |
|    | Paesi Bassi (bandiera) |       | Matthijs Lucas     |
|    | Paesi Bassi (bandiera) |       | Saake Nijhuis      |
|    | Ungheria (bandiera)    |       | Freek Schijvenaars |
|    | Paesi Bassi (bandiera) |       | Hout Schijvenaars  |

| N° |                        | Ruolo | Giocatore           |
| -- | ---------------------- | ----- | ------------------- |
|    | Paesi Bassi (bandiera) |       | Mark Siewers        |
|    | Paesi Bassi (bandiera) |       | Jan Willem Slaghuis |
|    | Paesi Bassi (bandiera) |       | Dominic van de Bunt |
|    | Paesi Bassi (bandiera) |       | Lars van der Laan   |
|    | Paesi Bassi (bandiera) |       | Jeroen van Zanten   |
|    | Paesi Bassi (bandiera) |       | Thijs Wolswinkel    |

## Palmarès

### Sezione maschile
- Campionato olandese: 5

1956, 1961, 1963, 1965, 2025
- KNZB Beker: 6

1962, 1964, 1997, 1998, 1999, 2012